# دجاجة السلطان

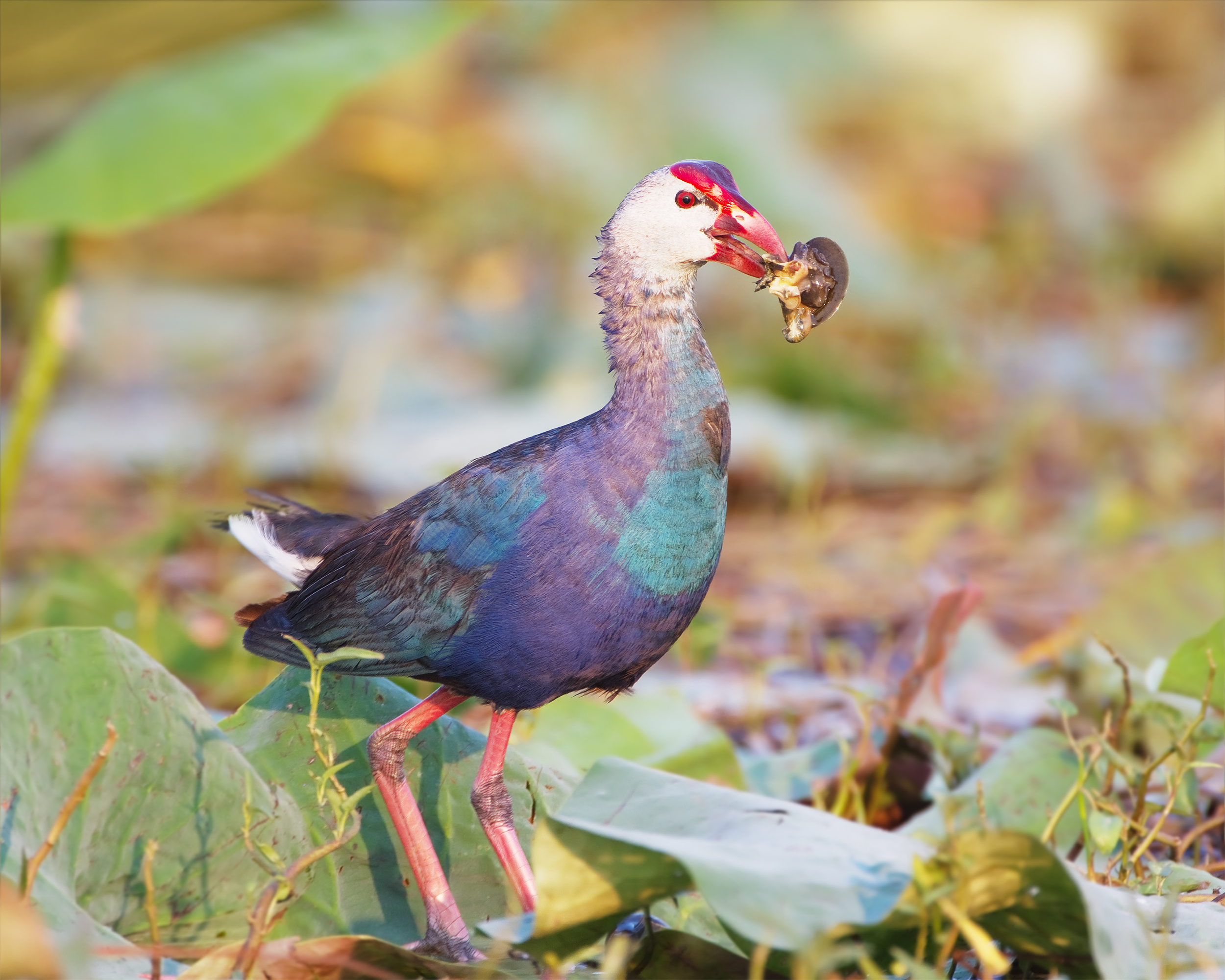
طائر البرهان

دجاجة السلطان أو البُرْهَان (الاسم العلمي: Porphyrio) (بالإنكليزية: swamp hen) هي جنس من الطيور تتبع فصيلة المرعية ضمن رتبة الكركيات. وتضم أنواع صغيرة الحجم من بينها دجاجة الماء الأرجوانية وهي نوع تتبع جنسان مُتحدين هما دجاجة السلطان ودجاجة الماء. هذا الجنس يتشابه كثيراً مع الجنس الآخر دجاجة الماء. وفي بعض الدول العربية يسمى بديك السلطاني. اكتشف هذا النوع من الدجاج البري قبل ثلاث قرون في أنحاء شرق وشمال أستراليا وقد انتقلت هذه الطيور إلى غينيا الجديدة ونيوزيلندا وجميع أنحاء الجزر في المحيط الهادئ الجنوبي الغربي.

## المواصفات
- اللون أزرق داكن عل العموم .
- الوزن 660 غرام.
- الطول 45-50 سم.
- طول الجناحين 90-50سم.
- لون الجناحين أزرق مخضر.
- منقار عريض أحمر مدبب.
- أرجل طويلة وردية.
- قدم من الأسفل سوداء.
- الذيل قصير أسود أبيض من الأسفل.
- لون العين أحمر فاتح.
- العرف عضم مثللث أحمر فاتح اللون.

## المميزات
- طائر هادئ بالنسبة للطيور الأخرى.
- يعيش الطائر في مستنقعات المياه العذبة والجداول.
- يتغذى على الضفادع والقواقع وبيض وافراخ البط وجذور القصب والحبوب.
- جاء الطائر بعدة ألوان هي الأرجواني والأزرق الفاتح.
- تبيض الأنثى حوالي 50-90 بيضة في السنة.
- تبني أعشاشها داخل ورق البردي والقصب.
- حق الذكر من الانثى 1-8 أنثى.
- يعيش على شكل جماعات.
- صوت الطائر يشبه العويل أو النعيق أو الصرخات.
- الجناح أسود من منطقة الضهر ثابت.
- الأم حاضنة ممتازه للبيض.

## الأنواع
- دجاجة السلطان الأرجوانية complex
  - دجاجة الماء الأرجوانية، Porphyrio porphyrio
  - دجاجة السلطان الأفريقية، Porphyrio madagascariensis
  - دجاجة السلطان رمادية الرأس، Porphyrio poliocephalus
  - دجاجة السلطان سوداء الرأس، Porphyrio indicus
  - دجاجة السلطان الأفريقية، Porphyrio pulverulentus
  - دجاجة السلطان الأفريقية، Porphyrio melanotus
- تاكاهي takahē, Porphyrio hochstetteri
- سحنون ألن، Porphyrio alleni
- دجاجة الماء الأرجوانية الأمريكية، Porphyrio martinicus
- دجاجة الماء الأزورية، Porphyrio flavirostris